# Bloodbound
BloodBound é uma banda sueca de power metal formada no verão de 2004, por dois amigos de longa data Tomas Olsson e Fredrik Bergh.

## História
A primeira demo foi criada e enviada para um grupo de editoras de todo o mundo a fim de obterem um negócio recorde. Depois de algumas semanas as ofertas começaram a chegar e a banda foi sobrevalorizada graças à sua grande aceitação por parte de diversas editoras. Foram assinados dois acordos, um com a Metal Heaven para território Europeu e outro com a Marquee/Avalon para território asiático.
Em 2005, eles começaram as gravações do seu álbum de estreia "Nosferatu", que foi lançado no início de 2006, tornando-se logo num grande sucesso e recebendo críticas positivas de diversos cantos do mundo. O álbum levou-os em excursão tocarem nas aberturas de bandas como Arch Enemy, Dark Tranquillity, Evergrey, Pretty Maids e Sabaton para citar alguns. O sucesso do álbum também lhes deu um acordo de licença com a Rock Machine Records, Brasil e Mystic Empire, Rússia no final daquele ano.
Durante o tournée de 2006, eles tiveram algumas "entradas e saídas" de membros, incluindo Kristian Andrén (Wuthering Heights, Memento Mori, Tad Morose), Johan Sohlberg (The Storyteller), Jörgen Andersson (Baltimoore) e Markus Albertson (Seven Sins). No final da tournée Urban Breed decidiu deixar a banda para se concentrar a 100% no seu próprio projecto a solo.
Depois de um ano muito turbulento e agitado em que realmente sentiam que era preciso alguma estabilidade na banda, Henrik Olsson pediu ao seu irmão mais novo Tomas Olsson (guitarra) e Johan Sohlberg (baixo) para se juntarem à banda como membros permanentes. Isso foi no final do verão de 2006. Eles aceitaram e a banda começou a trabalhar no seu segundo álbum de estúdio "Book of the Dead". Faltava ainda um novo vocalista para o lugar que ainda não estava preenchido o que levou um pouco mais de tempo para a banda encontrar um substituto digno. Depois de muita pesquisa e audições a banda finalmente decidiu por o alemão Michael Bormann (Zeno, Bonfire) que se juntou à banda no início de Janeiro de 2007. O álbum "Book of the Dead" foi gravado entre Janeiro e Fevereiro de 2007 e lançado a 25 de maio de 2007. "Book of the Dead" foi um álbum de grande sucesso da banda, tendo entrado directamente no Top 100 Sueco em #66.
Pouco tempo após o lançamento do "Book of the Dead", a banda percebeu que com agenda lotada de Michael seria impossível fazer todos os espectáculos ao vivo. Urban Breed foi convidado a regressar, tendo tocado em todos os concertos da banda e acabando por ficar como membro permanente da banda.
O nome da banda rapidamente começou-se a espalhar e o seu grande momento aliado ao novo álbum colocou-os no HammerFall “Nights of Glory” tournée  europeia e HammerFall Ocean Crusade em 2007, que lhes deu a oportunidade de actuar para uma maior plateia. Joacim Cans, o cantor de HammerFall ficou profundamente impressionado com a banda. Ainda durante o ano de 2007 voltaram a tocar em festivais maiores, como o "Sweden Rock Festival". 
A banda também encabeçou o grande festival "Bollnas Festival", onde a banda se apresentou com uma orquestra sinfónica, convidando o vocalista original dos Iron Maiden, Paul Di'Anno para uma actuação em quatro clássicos dos "Iron Maiden". Esta foi a primeira vez que Paul cantou músicas dos "Iron Maiden" com uma orquestra sinfónica.
No final de 2007, a banda começou a trabalhar no seu terceiro álbum de estúdio. Enquanto trabalhava no terceiro álbum, a banda tocou em vários festivais durante o verão de 2008, um dos destaques na carreira da banda foi o seu espectáculo no "Masters of Rock" na República Checa para uma plateia de 20 000 pessoas.
No final de 2008, a banda assinou um contrato mundial com a gravadora "Blistering" dando início às gravações do terceiro álbum "Tabula Rasa"  entre Novembro e Dezembro de 2008. O novo álbum é um passo para um som mais original e moderno. "Tabula Rasa" foi lançado na Europa, EUA e Ásia em Março e Abril de 2009 e seguido de uma grande tournée europeia em Abril, onde a banda mais uma vez abriu o "HammerFall" em mais de 10 países europeus.
Apesar da aparente imagem da banda de black metal (os membros da banda têm usado make-up no estilo "corpse paint" nas fotos promocionais em seus álbuns, website e durante alguns espectáculos ao vivo), a música de Bloodbound não se encaixa na categoria Black Metal. Em vez disso, é mais similar ao estilo de Power Metal de bandas como Helloween e Iron Maiden, embora às vezes as letras abordem temas mais escuros.

## Membros antigos
- Oskar Belin - bateria
- Michael Bormann - voz
- Jörgen Andersson - baixo
- Markus Albertsson - guitarra
- Kristian Andrèn - voz

## Discografia
- Nosferatu (2005)
- Book of the Dead (2007)
- Tabula Rasa (2009)
- Unholy Cross (2011)
- In The Name of Metal (2012)
- Stormborn (2014)
- War of Dragons (2017)
- Rise of the Dragon Empire (2019)